# Boardman (Karolina Północna)
Boardman – miasto w Stanach Zjednoczonych, w stanie Karolina Północna, w hrabstwie Columbus.